# Landkreis Sulzbach-Rosenberg
Der Landkreis Sulzbach-Rosenberg war ein Landkreis im bayerischen Regierungsbezirk Oberpfalz. Sein Gebiet gehört heute zum Landkreis Amberg-Sulzbach.

## Geographie

### Wichtige Orte
Die größten Orte waren Sulzbach-Rosenberg, Neukirchen bei Sulzbach-Rosenberg, Illschwang und Königstein.

### Nachbarkreise
Der Landkreis grenzte 1972 im Uhrzeigersinn im Norden beginnend an die Landkreise Eschenbach in der Oberpfalz und Amberg, an die kreisfreie Stadt Amberg sowie an die Landkreise Neumarkt in der Oberpfalz und Hersbruck.

## Geschichte

### Landgericht
1803 wurde im Zuge der Verwaltungsneugliederung Bayerns das Landgericht Sulzbach errichtet. Dieses wurde nach der Gründung des Königreichs Bayern dem Regenkreis zugeschlagen, dessen Hauptstadt anfangs Straubing war und ab 1810 Regensburg wurde.
1838 wurde der Regenkreis in Kreis Oberpfalz umbenannt, aus dem der gleichnamige Regierungsbezirk hervorging.

### Bezirksamt
Das Bezirksamt Sulzbach folgte im Jahr 1862 dem flächengleichen Landgericht älterer Ordnung Sulzbach.
Am 1. Januar 1911 wurde die Gemeinde Alfeld des Bezirksamtes Sulzbach ins Bezirksamt Hersbruck umgegliedert.
Am 1. Juli 1934 wurde die Stadt Sulzbach mit der Nachbargemeinde Rosenberg zur Stadt Sulzbach-Rosenberg zusammengelegt, in die am 1. April 1935 auch die Gemeinde Großalbershof eingegliedert wurde. In der Folge wurde das Bezirksamt entsprechend umbenannt und hieß fortan Bezirksamt Sulzbach-Rosenberg.

### Landkreis
Am 1. Januar 1939 wurde wie sonst überall im Deutschen Reich die Bezeichnung Landkreis eingeführt. So wurde aus dem Bezirksamt der Landkreis Sulzbach-Rosenberg.
Am 1. Juli 1972 wurde der Landkreis Sulzbach-Rosenberg im Zuge der Gebietsreform in Bayern aufgelöst und mit dem Landkreis Amberg zusammengefasst. Am 1. Mai 1973 erhielt der neue Landkreis den heutigen Namen Landkreis Amberg-Sulzbach.

## Einwohnerentwicklung
| Jahr | Einwohner | Quelle |
| ---- | --------- | ------ |
| 1864 | 15.487    | [ 5 ]  |
| 1885 | 19.288    | [ 6 ]  |
| 1900 | 20.102    | [ 7 ]  |
| 1910 | 20.541    | [ 7 ]  |
| 1925 | 20.911    | [ 8 ]  |
| 1939 | 22.333    | [ 9 ]  |
| 1950 | 32.736    | [ 10 ] |
| 1960 | 32.400    | [ 11 ] |
| 1971 | 32.700    | [ 12 ] |

## Bezirksamtsvorstände (bis 1938) und Landräte (ab 1939)
- 1916–1920 Ludwig Heßdörfer
- 1920–1928 Karl Altschuh
- 1928–1933 Hermann Horst
- Juni 1933–September 1933 Friedrich Greiner
- Oktober 1933–1942/1945 Hans Hellmut von Lindenfels
- 1942–1945 Josef Hausner mit der Führung der Geschäfte beauftragt
- 1945: Franz Bauer
- 1945: Wilhelm Krafft
- 1945–1946: Eberhard Urbatis
- 1946–1947: Rudolf Deku
- 1947–1948: August Kalb
- 1948–1963: Alwin Müller
- 1963–1972: Karl Winkler

## Gemeinden
Vor dem Beginn der bayerischen Gebietsreform am Anfang der 1970er Jahre umfasste der Landkreis 31 Gemeinden:

Landkreis Sulzbach-Rosenberg, Gemeindegrenzenkarte von 1961

Stadt
1. Sulzbach-Rosenberg

Markt
1. Königstein

Weitere Gemeinden
1. Achtel
2. Angfeld
3. Augsberg
4. Bachetsfeld
5. Dietersberg
6. Eckeltshof
7. Edelsfeld
8. Eschenfelden
9. Frechetsfeld
10. Fürnried
11. Gaißach
12. Götzendorf
13. Hirschbach
14. Holnstein
15. Illschwang
16. Kirchenreinbach
17. Mittelreinbach
18. Namsreuth
19. Neidstein
20. Neukirchen bei Sulzbach-Rosenberg
21. Poppberg
22. Poppenricht
23. Röckenricht
24. Schmidtstadt
25. Schwend
26. Steinling
27. Sunzendorf
28. Trondorf
29. Weigendorf

## Kfz-Kennzeichen
Am 1. Juli 1956 wurde dem Landkreis bei der Einführung der bis heute gültigen Kfz-Kennzeichen das Unterscheidungszeichen SUL zugewiesen. Es wurde bis zum 3. August 1974 ausgegeben. Seit dem 12. Juli 2013 ist es aufgrund der Kennzeichenliberalisierung wieder im Landkreis Amberg-Sulzbach erhältlich.